# ほくとくネット
ほくとくネットは、北海道教育大学の特別支援教育全学プロジェクトにより、2011年に開設された公式ページである。
主な内容は、各キャンパス（札幌・旭川・岩見沢・函館・釧路各校）の取り組み、アセスメントや発達支援・教材に関する紹介記事などである。
特別支援教育の諸学校、特別支援学級、通級による指導などの教員や北海道教育大学の卒業生、受験生にとって参考になる内容となっている。ほくとくネットの運営や更新は、北海道教育大学の特別支援教育関係の教員によって随時、行われている。